# Coccymys albidens
Coccymys albidens är en däggdjursart som först beskrevs av Tate 1951.  Coccymys albidens ingår i släktet Coccymys och familjen råttdjur. IUCN kategoriserar arten globalt som otillräckligt studerad. Inga underarter finns listade i Catalogue of Life.
Denna gnagare är bara känd från en liten region på Nya Guinea. Arten vistas i ett bergsområde som ligger 2800 till 3250 meter över havet. Området är täckt av hed.